# Castelo de Tuczno

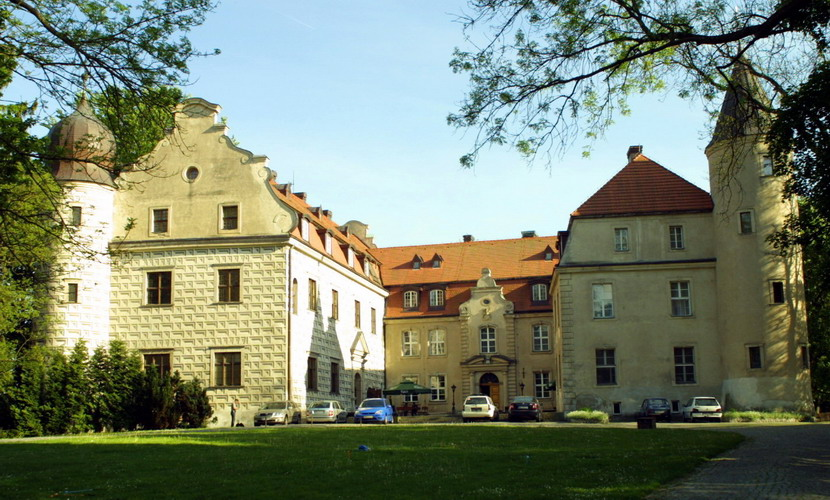
Castelo de Tuczno

O Castelo de Tuczno (alemão: Schloss Tütz) é um castelo em Tuczno, condado de Wałcz, voivodia da Pomerânia Ocidental, noroeste da Polónia. Actualmente encontra-se remodelado e agora é um hotel. Entre 1920 e 1927 o Castelo de Tuczno foi sede da Administração Apostólica de Tütz, a jurisdição católica romana regional.
O Castelo de Tuczno foi erguido em 1338.